# 박범계
박범계(朴範界, 1963년 4월 27일~)는 대한민국 판사 출신 법조인, 정치인이다. 제19·20·21·22대 국회의원이다. 제68대 법무부 장관(2021~2022)을 지냈다.

## 생애
1963년 충청북도 영동군 심천면 약목리에서 중농의 5남매 중 셋째(장남)로 태어났다. 서울 봉천동으로 이사해서 서울은천초등학교를 졸업했다. 영등포중학교 시절 아버지가 행방불명되었다. 남강고등학교 재학 시절에는 술을 마시고 담배를 피우며 '갈매기 조나단'이라는 폭력 서클의 일원이 되어 집단 패싸움을 하다가 퇴학 위기에 처하자 1980년 자퇴하였다. 자퇴 후 고졸 검정고시에 합격했다. 1985년 연세대학교 법과대학에 입학한 후 '법학과 학생회장'으로 활동했다.
1991년 10월 제33회 사법시험에 합격하였다. 사법연수원 연수원자치회에서 펴내는 잡지의 편집인으로 활동했다. 당시 사법연수생들이 뽑은 "존경하는 법조인" 2위에 오른 노무현 대통령과 만나 인터뷰를 했고, 그의 인생역전을 듣고는 존경심을 품게 됐다고 한다.
사법연수원 23기 수료 후 1994년 2월 서울지법 남부지원 판사로 임용되어 일하던 중, 1996년 8월 15일 한 시위학생에 대한 구속영장을 기각했다. 이 구속영장에서 경찰은 연세대학교에서 열린 범청학련 통일대축전 행사에서 한 학생이 쇠파이프를 휘둘러 전경들이 다쳤다고 주장했으나, 박범계는 경찰의 소명자료가 부족하다는 이유로 기각했다. 박범계는 다음 날 신원 미상의 남자 10여 명에게서 항의전화를 받기도 했다. 이 후 같은 사안에 대해 경찰이 제출한 구속영장은 손차준 판사에 의해 다시 한번 기각됐다.
1996년 11월 안기부에서 "한총련의 실체"라는 예비군 상영용 비디오 테입을 통해 박범계 등의 판사에 대해 "좌익동조자"라며 매도한 것이 밝혀졌고, 대법원은 사법권 침해라며 이를 비판했다. 결국 안기부에서는 이를 시정하면서 법원에 사과했다.
1999년 2월 삼례 나라슈퍼 3인조 강도 치사 사건의 판사로서 유죄 판결을 내렸으나 17년이 지난 후 오심으로 밝혀졌다. 이에 따라 오심 피해자들에 대한 사과를 온라인에 게재 했으나 사건 담당 변호사 박준영은 진정성이 부족하다는 문제를 제기했고, 2017년 2월 국회로 오심 피해자들을 초청해 직접 사과했다.
1999년 5월 27일 전주지방법원 판사로 재직 중 자신의 집에 살고 있는 피의자의 긴급체포는 적법하지 않아 무효라며 구속영장을 기각했다.
2001년 5월 대전지방법원 소년부에서 일하던 박범계는 일명 "대덕고 왕따 사건"의 왕따 주도 학생이었던 해당 학교 졸업생들이 비슷한 내용을 다룬 드라마와 관련해 홈페이지에 왕따 학생을 비난하는 글을 올리자, 명예훼손과 모욕죄를 이유로 보호관찰과 사회봉사명령을 내렸다.
제16대 대통령 선거를 앞두고 김민석이 정몽준 캠프에 합류한 것에 반발해 판사직을 그만두고 노무현 캠프에 합류했다. 노무현 정부가 출범한 후 민정제2비서관, 법무비서관으로 일했다. 2008년 대전 서구에서 제18대 총선에 출마했으나 낙선하였다. 대전에서 변호사 겸 민주당 대전시당위원장으로 활동하던 중 2012년 제19대 총선에 출마하여 당선되었다. 2016년 제20대 총선에 출마하여 재선되었다. 2020년 제21대 총선에 출마하여 3선에 성공했다.
2020년 12월 문재인 정부에서 추미애 장관의 후임으로 법무부 장관 후보자로 지명되었고 2021년 1월 28일부터 2022년 5월 9일까지 법무부 장관을 지냈다.

## 학력
- 1975년 서울은천국민학교 졸업
- 1978년 영등포중학교 졸업
- 1980년 남강고등학교 자퇴
- 고등학교 졸업학력 검정고시 합격
- 1989년 연세대학교 법과대학 졸업
- 2011년 한밭대학교 경제학과 졸업

## 경력
- 1991년: 제33회 사법시험 합격
- 1994년: 제23기 사법연수원 수료
- 1994년 2월~1998년 2월: 서울지방법원 남부지원 판사
- 1998년 3월~2001년 3월: 전주지방법원 판사
- 2001년 3월~2002년 10월: 대전지방법원 판사
- 2002년 12월~2003년 2월: 노무현 대통령직인수위원회 정무분과 인수위원
- 2003년 8월~2003년 12월: 대통령비서실 민정2비서관→법무비서관
- 2003년 10월~2003년 12월: 대법원 사법개혁추진위원회 간사
- 2003년 12월~2012년 5월: 박범계 법률사무소 변호사
- 2004년 1월~2004년 3월: 제17대 국회의원 선거 대전 서구 을 열린우리당 국회의원 예비후보
- 2007년 1월~2008년 9월: 법무법인 정민 대표변호사
- 2008년 6월: 민주당 중앙당 인권특별위원회 위원장
- 2008년 7월~2011년 12월: 민주당 대전광역시당 서구 을 지역위원회 위원장
- 2010년 9월~2012년 5월: 민주당→민주통합당 대전광역시당 위원장
- 2011년 12월~2013년 5월: 민주통합당 대전광역시당 서구 을 지역위원회 위원장
- 2012년 4월 11일 대한민국 제19대 국회의원 선거 당선(대전 서구 을, 민주통합당, 초선)
- 2012년 5월~2013년 5월: 민주통합당 원내부대표
- 2013년 5월~2014년 3월: 민주당 대전광역시당 서구 을 지역위원회 위원장
- 2013년 5월~2014년 8월: 민주당→새정치민주연합 법률위원회 위원장
- 2014년 3월~2015년 12월: 새정치민주연합 대전광역시당 서구 을 지역위원회 위원장
- 2014년 5월~2014년 10월: 새정치민주연합 원내대변인
- 2015년 1월~2018년 8월: 새정치민주연합→더불어민주당 대전광역시당 위원장
- 2015년 12월~: 더불어민주당 대전광역시당 서구 을 지역위원회 위원장
- 2016년 4월 13일 대한민국 제20대 국회의원 선거 당선(대전 서구 을, 더불어민주당, 재선)
- 2017년 5월~2017년 7월: 국정기획자문위원회 정치행정분과 위원장
- 2017년 5월~2017년 7월: 더불어민주당 제1정책조정위원회 위원장
- 2017년 7월~2018년 2월: 더불어민주당 최고위원
- 2017년 8월~2021년 1월: 더불어민주당 적폐청산위원회 위원장
- 2018년 2월~2018년 8월: 더불어민주당 수석대변인
- 2018년 11월~2021년 1월: 더불어민주당 당무감사원 원장
- 2020년 4월 15일 대한민국 제21대 국회의원 선거 당선(대전 서구 을, 더불어민주당, 3선)
- 2020년 12월 30일: 법무부 장관 후보[15]
- 2021년 1월 28일~2022년 5월 9일: 제68대 법무부 장관[16]
- 2024년 4월 10일 대한민국 제22대 국회의원 선거 당선(대전 서구 을, 더불어민주당, 4선)
- 2025년 4월~: 더불어민주당 정책위원회 법제사법 정책조정위원장

### 제19대 국회
- 2012년 5월 30일~2016년 5월 29일: 제19대 국회의원(대전 서구 을, 민주통합당→민주당→새정치민주연합→더불어민주당, 초선)
  - 2012년 7월~2014년 5월: 제19대 국회 전반기 법제사법위원회 위원
  - 2012년 7월~2014년 5월: 제19대 국회 전반기 윤리특별위원회 간사
  - 2014년 6월~2015년 1월: 제19대 국회 후반기 운영위원회 위원
  - 2014년 6월~2016년 5월: 제19대 국회 후반기 기획재정위원회 위원
  - 2015년 6월~2016년 5월: 제19대 국회 후반기 예산결산특별위원회 위원

### 제20대 국회
- 2016년 5월 30일~2020년 5월 29일: 제20대 국회의원(대전 서구 을, 더불어민주당, 재선)
  - 2016년 6월~2017년 9월: 제20대 국회 전반기 법제사법위원회 간사
  - 2016년 11월~2017년 1월: 제20대 국회 박근혜 정부의 최순실 등 민간인에 의한 국정농단 의혹사건 진상규명을 위한 국정조사특별위원회 간사
  - 2017년 5월~2018년 5월: 제20대 국회 전반기 예산결산특별위원회 위원
  - 2017년 9월~2018년 5월: 제20대 국회 전반기 법제사법위원회 위원
  - 2018년 1월~2018년 5월: 제20대 국회 사법개혁특별위원회 위원
  - 2018년 5월: 제20대 국회 전반기 행정안전위원회 위원
  - 2018년 7월~2020년 5월: 제20대 국회 후반기 산업통상자원중소벤처기업위원회 위원
  - 2018년 10월~2019년 6월: 제20대 국회 4차 산업혁명 특별위원회 위원
  - 2018년 10월~2019년 8월: 제20대 국회 사법개혁 특별위원회 위원
  - 2018년 12월: 제20대 국회 대법관(김상환) 임명동의에 관한 인사청문특별위원회 위원

### 제21대 국회
- 2020년 5월 30일~2024년 5월 29일: 제21대 국회의원(대전 서구 을, 더불어민주당, 3선)
  - 2020년 6월~2021년 1월: 제21대 국회 전반기 법제사법위원회 위원
  - 2020년 7월~2024년 5월: 국회 문화유산회복포럼 공동대표의원
  - 2020년 7월~2024년 5월: 철강포럼 구성의원
  - 2020년 9월~2021년 1월: 제21대 국회 전반기 법제사법위원회 법안심사제2소위원회 위원
  - 2020년 9월~2021년 1월: 제21대 국회 전반기 법제사법위원회 청원심사소위원회 위원장
  - 2021년 1월~2021년 2월: 제21대 국회 전반기 국방위원회 위원
  - 2021년 2월~2021년 8월: 제21대 국회 전반기 환경노동위원회 위원
  - 2021년 8월~2021년 8월: 제21대 국회 전반기 산업통상자원중소벤처기업위원회 위원
  - 2021년 8월~2022년 5월: 제21대 국회 전반기 환경노동위원회 위원
  - 2022년 7월~2024년 5월: 제21대 국회 후반기 법제사법위원회 위원
  - 2022년 7월~2023년 5월: 제21대 국회 형사사법체계개혁 특별위원회 위원

### 제22대 국회
- 2024년 5월 30일~: 제22대 국회의원(대전 서구 을, 더불어민주당, 4선)
  - 2024년 6월~2025년 1월: 제22대 국회 전반기 국방위원회 위원
  - 2024년 7월~2024년 8월: 제22대 국회 대법관(노경필·박영재·이숙연) 임명동의에 관한 인사청문특별위원회 위원장
  - 2024년 12월~: 제22대 국회 순직 해병 수사 방해 및 사건 은폐 등의 진상규명을 위한 국정조사 특별위원회 위원
  - 2025년 1월~2025년 6월: 제22대 국회 전반기 법제사법위원회 간사
  - 2025년 6월~: 제22대 국회 전반기 정무위원회 위원

## 논란

### 재산 신고 누락
박범계는 7세이던 1970년 충청북도 영동군 심천면 약목리 산25-2번지 임야 4만2476m2의 지분 절반(약 6424평)을 취득했다. 박범계의 지분은 공시지가로 2092만원 상당이다. 박범계는 2003년 노무현 정부 청와대 민정2비서관으로 재임할 당시엔 해당 토지를 공직자 재산신고 내역에 포함했다. 하지만 2012년 민주통합당 후보로 대전 서을에서 당선된 뒤 2020년까지 8년간 재산신고 내역에 해당 토지를 포함하지 않았다. 재산세 대납 의혹이 제기되자 충청북도는 2021년 1월 12일 박범계가 그동안 내지 않은 영동군 임야의 재산세에 대해 부과·고지 조치했다.
아내 소유의 327m2(약 100평) 토지도 공직자 재산 신고에서 누락했다. 박범계의 아내는 2018년 경상남도 밀양시 가곡동 대지를 부모에게서 물려받았다. 100평에 달하는 해당 토지의 공시지가는 2억1736만원이고, 시세는 4억원 정도로 추정된다. 하지만 토지를 취득한 이듬해 박범계는 '재산 변동 신고 내역'에 해당 토지를 신고하지 않았다.
2012년 국회의원에 당선되면서 약 8억원의 재산을 신고했으나 대전 유성구 송강동에 있는 본인 소유의 105m2 아파트는 포함하지 않았다. 박범계는 재산 신고 등록기간이었던 5월 30일까지 해당 아파트를 신고하지 않고 6월 1일 1억6700만원에 매도했다. 또 같은해 재산신고에는 없던 약 4200만원의 예금이 2013년 재산신고에서 드러났다. 2억원 넘는 재산이 2012년 신고에서 누락되었다. 또한 같은 해 배우자 명의의 경주 소재 콘도도 신고하지 않았다. 2013년에 뒤늦게 해당 콘도를 600만원에 신고했지만, 2015년 아내가 오빠에게 100만원에 팔아서 헐값 매각 의혹이 제기됐다.

### 임대소득 미신고 배우자 소득 공제
박범계가 수년간 아내의 부동산 임대소득을 정확히 신고하지 않아 200만원 수준의 세금을 공제받았다. 아내가 상가 임대 소득으로 1천만원 가까이 벌었지만, 박범계는 2015년 연말정산 당시 '배우자 기본공제' 명목으로 150만원의 소득을 부당하게 공제받았다. 수년 후 4년 치 200만원을 뒤늦게 납부하였다.

### 삼례 나라슈퍼 강도치사 사건 오심 판결
1999년 전라북도 완주군 삼례읍 나라슈퍼에서 발생한 강도치사 사건의 배석 판사로서 박범계는 지적 장애인을 포함한 3명에게 유죄를 선고했다. 박범계의 오심으로 억울한 옥살이를 한 지적 장애인 등 3명은 17년 만인 2016년 진범이 나타나면서 재심을 통해 무죄 판결이 확정되었다. 2017년 박범계는 억울한 옥살이를 한 청년들과 피해자를 국회에서 만나 사과했다.

### 초등학생 아들 대치동 세대주 등록과 아내 위장 전입 의혹
2006년 2월에 가족들과 서울 강남 대치동 아파트에 전세를 얻어 거주했으나 그해 6월 아파트 세대주를 아내로 바꿨고, 이후 장모로 바꿨다가 2007년 12월엔 초등학교 6학년이었던 장남으로 세대주를 등록했다. 박범계는 대전 보궐선거에 출마하면서 자녀를 대치동에서 초등학교를 졸업시키기 위해 13살 아들을 아파트 세대주로 올렸다고 답변했다. 국민의힘 조수진 의원은 "박범계의 배우자가 대전으로 주소지를 옮겨놓은 것부터가 사실상 위장전입이었을 가능성이 있다"고 의혹을 제기했다. 박범계는 자녀를 세대주로 올리면서까지 대치동에서 학교를 졸업 시켰으나 대전 지역구로 출마한 총선에서는 "지역 편중 없는 교육"을 공약했다.

### 측근 비리
박범계의 측근인 민주당 소속 정치인 5명이 각종 비리로 법원에서 벌금형과 징역형을 선고받았다. 이 중 4명은 박범계가 공천권을 행사한 전·현직 시의원들이고 1명은 비서관 출신이다. 박범계의 측근들은 2018년 6·13 지방선거 당시 대전 서구 시의원 예비후보 신분이던 김소연 시의원과 서구의원 후보에게 거액의 불법선거자금을 요구하고 일부 금품을 수수했다. 이들은 각각 징역 1년6월과 징역 1년4월 등을 선고받고 복역했다.
박범계의 지역구에서 공공기관 공금을 횡령한 혐의로 1심에서 징역 6월에 집행유예 2년을 선고받은 측근은 1심 실형이 내려진 뒤 2020년 6월부터 박범계 사무실에서 후원회 업무를 담당하는 사무국장으로 고용됐다.

### 권언유착 의혹
박범계가 소송 상대방의 비보도 전제 사담 등이 포함된 인터뷰 녹음 파일을 기자에게서 건네 받아 자기 소송의 유리한 증거로 활용했다는 권언(權言)유착 의혹이 제기됐다. 녹음파일에는 2018년 지방선거를 앞두고 "박범계 측이 불법 정치자금을 요구했다"는 폭로를 한 김소연 전 시의원이 대전 지역 방송 3사 기자들과 나눈 대화가 담겨 있다. 박범계가 법원에 제출한 소송 자료에 따르면 박범계의 비서관이었던 박모가 2018년 박범계에게 불리한 내용이 담긴 취재 녹음파일을 기자에게 받아 박범계에게 전달했다고 증언했다. 박범계는 김소연을 상대로 제기한 명예훼손에 따른 손해배상 청구 소송 1심에서 패소했고 2020년 10월 20일 항소했다.

### 다주택 가족 증여
윤희숙 의원이 2020년 7월 30일 국회에서 주택임대차보호법의 문제를 지적한 5분 연설에 대해 박범계는 자신의 페이스북을 통해 "국회 연설 직전까지 2주택 소유자이고, 현재도 1주택 소유하면서 임대인"이라고 비난하였다. 하지만 정작 박범계 본인은 대전광역시에 아파트 1채와 경상남도 밀양시 건물, 대구광역시 주택·상가 등 부동산 3채를 보유 중인 다주택자인 것으로 밝혀져 국민들의 비난을 받았다.
부동산 두 채 이상 보유는 투기라는 문재인 정부의 기조에 따라 2020년 8월 대구 주택·상가를 처남에게 시세보다 싸게 매각했고, 밀양 건물은 조카에게 증여했다. 다주택 논란을 피하기 위해 가족 간 증여를 통한 차명 재산화 의혹 및 허위 부당 거래라는 의혹이 제기됐다.

#### 주폭 구속영장 기각
1999년 7월 경찰은 파출소에서 난동 부리면서 경찰관을 폭행한 혐의로 이씨에 대해 구속영장을 신청했다. 당시 이씨는 만취한 상태로 가정폭력을 저지른 뒤 파출소로 연행됐지만 난폭한 행동을 멈추지 않았던 것으로 나타났다. 그런데 당시 전주지법 영장전담 판사였던 박범계는 경찰의 구속 영장 신청을 기각했다. 박범계는 결정문에서 "피의자에게 모든 책임을 돌리는 것은 부당하다. 오히려 취객의 소란행위를 즉시 제지, 제압하지 않고 얻어맞은 경찰관의 태도는 직무유기 혐의마저 느끼게 한다”고 밝혔다. 때린 주폭 이씨보다 얻어맞은 경찰관에게 혐의점이 있다는 취지였다.

#### 사법시험 존치 호소 고시생 폭행 의혹
2016년 11월 23일 일부 고시생들이 박범계가 거주하던 서울 영등포구의 한 오피스텔 앞에서 박범계를 만나 사법시험 존치를 호소하자 박범계가 "너희 배후가 누구냐"라며 고시생의 멱살을 잡고 욕설을 했다는 의혹이 제기됐다. 다른 목격자는 "박범계에게 술 냄새가 났다"고 진술했으나 박범계는 "내가 폭행당할 뻔 했다"는 취지의 주장을 내놨다. 2021년 1월 12일 '사법시험 존치를 위한 고시생 모임'은 "허위사실로 고시생들의 명예를 훼손했다"며 박범계를 검찰에 고소했다.

#### 자유한국당당직자 폭행
2019년 4월 26일 박범계가 표창원 등과 함께 국회 628호 과학기술정보방송통신위원회 회의실 앞에서 앞을 가로막는 자유한국당 당직자 등을 폭행(폭력행위등처벌에관한법률 상 공동폭행)한 혐의에 대해 서울남부지방검찰청은 2020년 1월 2일 폭력행위등처벌에관한법률위반(공동폭행) 혐의로 불구속 기소하였다.

### 출자 법무법인 대표변호사를 선거관리위원으로 추천
박범계가 설립에 참여하고 지분을 보유했던 법무법인 명경의 대표변호사 신상훈이 더불어민주당 대전시당 대표자인 박범계의 추천으로 2018년 2월부터 대전시 선거관리위원으로 활동했다. 임기는 2024년 2월까지다. 법무법인 명경은 2012년 설립 당시 박범계가 천만원을 출자했던 로펌으로, 박범계가 대표변호사를 지내기도 했다. 19대 국회의원 당선 뒤인 2014년 대표변호사를 사임한 뒤 구성원 지위와 출자금 천만원을 유지하고 있었다. 20대 총선 당시인 2016년 3월 대전시당 위원장이었던 박범계는 '더불어 동행 선거대책위원회'를 구성하고 신상훈을 공동선거대책위원장에 임명했다. 신상훈은 이듬해 4월 민주당 대전광역시당 국민주권선거대책위원회에 공명선거지원단장으로 합류했다.

### 이해충돌 방지의무 위반 논란
박범계가 설립에 참여한 법무법인 명경의 연 매출 신고액은 2014년 1000만원에서 2020년 32억 8313만원으로 328배가 증가했다. 명경이 급성장한 시기는 박범계가 더불어민주당 법사위 간사 활동을 한 시기 등과 맞물리기 때문에 매출 증가에 영향을 끼쳤다는 의혹이 제기됐다. 명경이 운영하는 상가 관련 법률 전문사이트 상가변호사닷컴은 홈페이지에서 박범계를 대표변호사로 소개해 왔고, 박범계의 친동생이 이 법무법인에서 사무장으로 재직했다.

### 교통법규 위반과 과태료 체납으로 차량 압류
박범계가 교통법규 위반과 과태료 체납 등으로 일곱 차례나 차량이 압류됐다. 뉴그랜저XG는 2003년 3월 신고보상금 체납으로 대전북구경찰서에 압류당했고, 주정차위반(2003년 3월 18일·서울중구청), 도로교통법위반(2005년 6월 3일·대전둔산경찰서), 도로교통법위반(2005년 7월 11일·대전둔산경찰서), 주정차위반(2005년 11월 24일·서울강남구청) 등으로 추가 압류당했다. 카니발은 2015년 7월 10일 주정차위반으로 대전서구청에 압류당했고, 2020년 12월 7일에는 과태료 체납으로 대전둔산경찰서에 압류당했다.

### 캠프 출신 업체에 일감 몰아주기 의혹
박범계가 자신의 캠프 출신 측근이 운영하는 업체에 자신의 지역구에서 활동하는 지방의원들의 선거 공보물 제작 일감을 몰아줬다는 의혹이 제기됐다. 박범계 후보 캠프 출신 김모가 대표로 있는 A업체는 2018년 지방선거 및 2020년 재보궐선거 당시 더불어민주당 소속 대전 기초·광역의원 후보 9명의 선거공보물을 제작했다. A업체 대표 김모는 박범계가 대전 서을 출마를 준비하던 2007년 상반기 보궐선거 당시 캠프에서 홍보팀장으로 활동했다. 또 민주당 대전 서구을 상무위원을 지냈고, 2016년 20대 총선 때는 민주당 대전시당 선거대책위원회 멤버였다. A업체와 계약했던 전직 지방의원은 2021년 1월 10일 국민일보와의 통화에서 "박 후보자 선거를 도와주던 사람이 주도해서 A업체와 계약했다"며 "대표인 김씨와는 얼굴 한번 정도 본 사이라서 잘 모른다"고 말했다. 2018년 6월 민주당 소속 대전시의원으로 당선됐던 김소연 변호사는 "박 후보자가 A업체 대표인 김씨를 직접 소개해줘서 선거공보물을 제작했다"고 주장했다. 지방의원들이 A업체와 계약을 한 것은 민주당 대전시당위원장이었던 박범계의 영향력과 무관치 않다는 주장이다.

## 저서
- 《어머니의 손발이 되어》(2007)
- 《내 인생의 선택: 꿈꾸는 자는 결코 절망하지 않는다》(2008. 1. 5) ISBN 8955210671

## 역대 선거 결과
|  | 26.41% |

|  | 43.63% |

|  | 49.53% |

|  | 57.50% |

|  | 54.58% |

## 소속 정당
| 소속 정당 | 소속 정당      | 소속 기간 | 비고      |
| --------- | -------------- | --------- | --------- |
|           | 새천년민주당   | 2002~2003 | 정계 입문 |
|           | 무소속         | 2003      | 탈당      |
|           | 열린우리당     | 2003~2007 | 창당      |
|           | 대통합민주신당 | 2007~2008 | 합당      |
|           | 통합민주당     | 2008      | 합당      |
|           | 민주당         | 2008~2011 | 당명 변경 |
|           | 민주통합당     | 2011~2013 | 합당      |
|           | 민주당         | 2013~2014 | 당명 변경 |
|           | 새정치민주연합 | 2014~2015 | 합당      |
|           | 더불어민주당   | 2015~현재 | 당명 변경 |

## 같이 보기
- 대전 서구의 국회의원
- 서구 을 (대전)
- 대한민국의 법무부 장관